# Baetis atlanticus
Baetis atlanticus is een haft uit de familie Baetidae. De wetenschappelijke naam van de soort is voor het eerst geldig gepubliceerd in 2006 door Soldán & Godunko.
De soort komt voor in het Palearctisch gebied.